# 阿兰·阿斯佩
阿兰·阿斯佩，FRS（法語：Alain Aspect，1947年6月15日—），出生于阿让，法国物理学家、毕业于巴黎-萨克雷高等师范学校、在巴黎-萨克雷大学取得博士学位。

## 研究生涯
1980年代早期，当他作博士论文时，他做了验证贝尔不等式的实验，揭示了阿尔伯特·爱因斯坦、鲍里斯·波多尔斯基和内森·罗森进行的EPR思想实验的错误。阿斯佩的实验为CHSH不等式被违反的假说提供了支持。一个位置发生的量子事件可以瞬間影响到另一位置的事件，而无法找到两个位置存在交流的明显机制，即無法被局域實在論解釋的現象，这被爱因斯坦称为幽灵般的超距作用。阿斯佩的实验为这种量子力學现象提供了证据。在贝尔不等式实验之后，阿斯佩还研究了中性原子的激光冷却、玻色–爱因斯坦凝聚。

## 奖项和荣誉
- 2022年，阿斯佩与约翰·克劳泽、安东·蔡林格获诺贝尔物理学奖。
- 2013年，获巴尔赞奖
- 2013年，获聯合國教科文組織尼爾斯·波耳獎章
- 2012年，获阿爾伯特·愛因斯坦獎章
- 2010年，阿斯佩与约翰·克劳泽、安东·蔡林格同获沃尔夫物理学奖。

## 相关著作
- . Cambridge: Cambridge University Press. 2002. ISBN 0511016018. (co-author)
- Bell, J. S.  Rev. Cambridge: Cambridge University Press. 2004. ISBN 0521818621. (Introduction)
- Grynberg, Gilbert. . Aspect, Alain., Fabre, Claude. Cambridge: Cambridge University Press. 2010. ISBN 9780511789724.